# ×Dactyloglossum erdingeri
Dactyloglossum erdingeri là một loài thực vật có hoa trong họ Lan. Loài này được (A. Kern.) Janch. ex Soó mô tả khoa học đầu tiên năm 1966.